# Евдокимова, Антонина Ивановна
Антонина Ивановна Евдокимова (1907—1998) — советская работница сельского хозяйства, звеньевая колхоза «Революция» Подберезинского района Татарской АССР, Герой Социалистического Труда.

## Биография
Родилась в 1907 году в селе Турминское, ныне Кайбицкого района Татарстана. Семья Евдокимовых одними из первых вступили в сельхозартель «Революция», а муж Антонины, Николай, стал первым его председателем.
Николай погиб в Великую Отечественную войну, Антонина воспитывала четырёх детей и успевала работать в колхозе звеньевой. После войны показывала выдающиеся результаты труда, получая до 30 центнеров зерна на круг. Рекордным был результат в 30,1 центнера и за это достижение в 1948 году Антонина Евдокимова была удостоена звания Героя Социалистического Труда.
Кроме работы в поле успевала заниматься общественной деятельностью, избиралась депутатом Верховного Совета Татарской АССР.

## Награды
- 6 марта 1948 года А. И. Евдокимовой было присвоено звание Героя Социалистического Труда с вручением ордена Ленина.
- Также была награждена медалями.